# 超電気ロボ バルカイザー
『超電気ロボ バルカイザー』（ちょうでんきロボ バルカイザー）（英語版表題：Supercharged Robot Vulkaiser）は、日本の同人サークルASTRO PORTによるWindowsパソコン用横スクロールシューティングゲーム（シェアウェア）。巨大ロボットが支援航空機と合体し、地球を侵略しに来た宇宙人と戦う、1970年代テレビアニメ風のスーパーロボットを題材とする同人ゲームである。アメリカ合衆国の大手ダウンロード販売サイト「Direct2Drive」で初めて取り扱われた日本製同人ソフトでもある。

## 概要
1998年頃までに『デザエモン2』で制作され個人名義で発表された『機動ロボ バルカイザー』をリメイクした作品で、ASTRO PORTにとって最初のシェアウェア作品である。2007年6月20日に体験版を公開、同年9月28日にダウンロード販売を開始し、12月9日にパッケージ版の同人ショップ委託販売が開始された。さらには、アメリカ合衆国のパブリッシャー「Curious Factory」により英訳され、2009年5月21日に同国の「Direct2Drive」にて販売を開始した。日本国内では、ASTRO PORTの後続作品に比べ、限られた店舗のみで扱われる。
架空の西暦1977年の地球を舞台に、ロボット兵器を主力とする宇宙人の侵略部隊「ゴゴー軍団」と、それを迎え撃つ地球のロボット兵器「バルカイザー」との戦いを描く。プレイヤーの操作するバルカイザーは、それ自身の武器に加え、支援航空機「バルファイター」と合体することによって様々な力を発揮する。全6面構成。

## 評価
この作品は、70年代のロボットアニメを模した世界観やゲームバランスの良さ、日本国外の大手ダウンロード販売サイトの一つで最初に扱われた日本製同人ゲームソフトとして注目された。体験版公開間もない2007年6月22日に窓の杜に「NEWS」として掲載、同サイトではダウンロード販売開始も報じられ、製品版公開後の2007年12月28日には4Gamer.netの「インディーズゲームの小部屋」に掲載、Direct2Driveでの配信開始は4Gamer.netとGame*Sparkで報じられた。英語版については、米国のゲームポータルサイトIGNに作品ページが設けられ、レビューも掲載された。

## ゲームシステム

### 基本構成
ゲーム画面は、舞台を真横から見る視点（サイドビュー）で展開される。プレイヤーの操作する「バルカイザー」は、腕と脚をまっすぐ伸ばした俯せの姿勢で画面の右方向へ飛行する姿で描かれ、背景は右から左へと自動的にスクロールする。ゲームはステージ制で進行し、各ステージの最後に登場するボスキャラクターを倒すことが目的となる。一方、敵との衝突や敵弾を被弾してバルカイザーの「耐久ゲージ」が尽きるとゲームオーバーとなる。ゲームオーバー後にプレイを継続する「コンティニュー」などは無い。難易度は、ゲーム開始時に4段階から選ぶことができる。

### 操作と動作
このゲームは、キーボードか2つ以上ボタンを持つゲームパッドで操作できる。攻撃に限ってはマウスも併用できる。操作に伴うバルカイザーの動作は、以下のとおり。
- 移動:カーソルキーまたは方向ボタンにより、上下左右と斜め方向へ移動する。
- ショット:「Z」キーか「ボタン1」または「左クリック」で、バルカイザーの進行方向へ扇状に4発の弾を発射する「ショルダーバルカン」を撃つ。これは、ショットボタンを押し続けると自動的に連射される。また、後述の「バルファイター」と合体すると、ショルダーバルカンと同時に攻撃範囲や威力の異なる弾を発射できる。
- チャージショット:ショットボタンを押し続けて画面下中央の「チャージショットゲージ」を最大値まで溜めると、バルカイザーの周囲が一瞬光って音が鳴り、チャージショットゲージが赤く点滅を始める。この状態でショットボタンを放すと、「チャージショット」が発射される。チャージショットは、バルファイターと合体していない状態ではバルカイザーの前腕部を進行方向へ飛ばす「ミサイルフィスト」を発射し、合体した状態では使用中のバルファイターに応じた攻撃をする。
- Ωウェポン（オメガウェポン）:バルファイターと合体した状態のとき、「X」キーか「C」キー、またはボタン1以外のボタン、あるいは右クリックで、「Ωウェポン」による特殊攻撃を行う。Ωウェポンの効果範囲や威力は合体中のバルファイターによって異なるが、いずれも使用すると一時的に画面内の敵弾を消せる。Ωウェポンは一回の合体につき一度だけ使用でき、使用後はゲームを進めて別のバルファイターと合体すれば、再び使用可能となる。

#### 当たり判定と敵弾
このゲームではステージ進行中、バルカイザーに当たり判定が表示される。画面内に敵の弾が存在する間、バルカイザーの胸部付近が丸く輝き、この部分に敵本体や敵弾が接触すると、バルカイザーの耐久ゲージが減る。逆に、当たり判定部分よりも大きなバルカイザーの他の部位に敵や敵弾が接触しても、損害を受けない。
またこのゲームでは、青・紫・赤の3種類ある敵弾は青よりも紫、紫よりも赤が高威力であり、敵との衝突やミサイルなどの特殊攻撃はそれらの弾よりも損害が大きい、ということも公表されている。

### バルファイター
各ステージの序盤と中盤、バルカイザーの進路後方（画面の左方向）から支援航空機「バルファイター」が登場し、画面中央に達すると一時停止して「合体可能」と表示される。このとき、バルカイザーを任意のバルファイターに重ねるように移動させると、その機体と合体する。バルファイターと合体したバルカイザーは、主に胸部・背部の形状と攻撃方法が変化し、合体ごとに一度だけΩウェポンの使用が可能になる。一度に合体できるバルファイターは一機だけであり、合体すると交代か撃墜以外では分離できない。既にいずれかとの合体中に別の機体と合体すると、元のバルファイターは分離して入れ替わる。合体を見送られたバルファイターや異なる機体との合体によって合体を解除されたバルファイターは、一定時間経過するとバルカイザーの進行方向（画面の右方向）へ退場する。
合体後はバルカイザー自身のものとは別にバルファイターの「耐久ゲージ」が表示され、敵と接触したり敵弾を被弾するとバルカイザーと同時に損害を受け、ゲージが尽きるとバルファイターは破壊されて合体が解除され、その機体はゲーム中に二度と登場しない。バルカイザーと破壊されていない全てのバルファイターは、ステージをクリアすると耐久ゲージが一定量回復する。合体したバルファイターを破壊されずにステージクリアを迎えると、その機体のパイロットからタクヤ（プレイヤー）へのコメントを見ることができ、次のステージまで合体状態が維持される。
バルファイターは、以下の4種類が登場する。なお、各機と合体したバルカイザーは、例えば「ロケットファイター」と合体すると「ロケットカイザー」という具合に、名称が変化する。
- ロケットファイター:後退翼を持った白い機体。合体すると、進行方向にロケット弾を発射する。弾の威力は高い反面、上下方向の攻撃範囲が狭い。
- ニードルファイター:曲面的な形状をした黄色い機体。合体すると、進行方向を中心として放射状に細いニードル弾を発射する。広範囲にわたる多数の敵を一度に攻撃できる反面、1発あたりの威力は低い。
- サンダーファイター:前進翼を持つ青い機体。合体すると、進行方向に対して上下に広がるサンダーレーザーを発射する。通常ショットとチャージウェポンは使い勝手が良いが、Ωウェポンが弱い。
- ドリルファイター:先端にドリルを着けた緑色の機体。合体すると、バルカイザーの前腕部にドリルが装着される。威力は絶大だが、敵に接近する必要がある。

#### ランク
バルファイターを各ステージで交代させず、同じ機体との合体状態を維持し続けると「ランク」が上がり、敵の攻撃が激化する。一方、被弾などによってバルファイターが破壊され合体が解除されるとランクは大幅に下がって、敵の攻撃は緩む。ランクはゲーム中に数値などによる明示はされないが、ゲーム同梱の取扱い説明書にて説明されている。また、「戦闘訓練」モードでは、開始時にステージやバルファイターと同様にランクも選択できる。

### 再現VTR
プレイ内容を記録・再生できる、いわゆるリプレイ機能。各難易度ごとのハイスコア（最高得点）でゲームを終えたとき、そのプレイ内容が自動的に保存され、タイトルメニューで「再現VTR」を選ぶと、あたかも動画の様にプレイを再現できる。

### 戦闘訓練
各難易度ごとに、到達したことのあるステージを練習するモード。このモードでは、任意のバルファイターを選んで合体状態でステージを始めたり、上述の「ランク」を調節して敵の攻撃の激しさを変更できる。ただし、このモードではハイスコアやリプレイは記録されない。

## プロローグ
西暦1977年、銀河系のほとんどを手中にした「ゴゴー軍団」の侵略により、地球人類は深刻な危機を迎えていた。巨大ロボット兵器を主力とするゴゴー軍団に対し、地球はなす術も無く蹂躙されるかに見えたが、「超電気科学研究所」の天才科学者・天護博士の作り上げた超電気ロボ「バルカイザー」がゴゴー軍団の前に立ちふさがる。バルカイザーは、仲間の乗る4機の「バルファイター」と合体することによって姿と機能を変え、ゴゴー軍団に立ち向かうのだった。

## 登場人物
キャラクターの詳細については、ゲーム公式サイトのコンテンツ「バルカイザーのひみつ」を参照。
暁タクヤ（あかつき タクヤ）
バルカイザーのパイロットで、物語の主人公。
村田ユキマサ（むらた ユキマサ）
ロケットファイターを駆る、年配の歴戦パイロット。
羽水キミコ（うすい キミコ）
天護博士の助手でもある、ニードルファイターの女性パイロット。「ゴゴー戦争」後も研究所に留まり、ASTRO PORTの次作『ARMED SEVEN』に登場するMCR（有人戦闘ロボット）「サーベイヤー」を開発した。
山下カイコウ（やました カイコウ）
タクヤを「先輩」と呼ぶ、サンダーファイターの少年パイロット。
十条スズナ（じゅうじょう スズナ）
家族をゴゴー軍団に殺され、冷徹に任務を遂行するドリルファイターの女性パイロット。
天護（あまもり）博士
超電気科学研究所所長でありバルカイザーの開発者でもある老博士。地球防衛を趣味と公言し、ASTRO PORTの次々作『魔女ボーグ メグリロ』にも主人公・メグリロにサイボーグ手術を施す人物として登場する。
ロズ将軍
ゴゴー軍団の地球侵略軍司令官。外見は、黄色い髪に覆われた頭部に緑色の角を2本持つ人間男性のような姿をしている。芝居がかった物言いをし、毎ステージ、自ら変形メカに乗って中ボスとして登場する。

### 超電気ロボ バルカイザー
天護博士によって開発された、全長30m、体重620t、マッハ7で空を飛ぶ、人型の巨大ロボット。主な武器は、両肩に装備された「ショルダー・バルカン」と、両腕を飛ばす「ミサイルフィスト」。4種のバルファイターいずれかと合体することにより、それぞれ特性の異なる攻撃が可能となる。異世界からもたらされた「バルカニウム鉱石」をエネルギー源とし、博士曰く「よく分からないが、すごい電気」で駆動する。ASTRO PORTのゲーム作品に描かれる共通世界観の中で最も強力な兵器だが、ゴゴー軍団との戦いでバルカニウム鉱石を使い切ったため、以後は活躍しなかった。

### ゴゴー軍団
この作品における敵勢力である「ゴゴー軍団」は、ASTRO PORTによる以後の各ゲーム作品でもプレイヤーの敵もしくはプレイヤーキャラクターとして登場したり、舞台背景として地球人類や銀河系の歴史に影響を与えた存在として以下の様に設定されている。
ゴゴー軍団の母星や、その侵略の起源は定かではない。彼らは侵略を繰り返すことにより軍を保ち続ける非合理的な恒星間軍事組織であり、その過程で制圧した星の住人や資源、科学技術を支配下にして拡大していったため、その多くは侵略された星の異星人で構成されていた。
ゴゴー軍団と地球人とのかかわりは、西暦1887年、故障して地球への不時着を試みたゴゴー軍団の宇宙艇が、東欧の小国「ライポーン王国」で起きていた「電気精霊」の反乱を鎮めたことに始まる（『蒸気兵団』）。この「蒸気兵団暴走事件」のあと王位を譲られた宇宙艇の乗員は、3年後の1890年に当時世界最強を誇ったライポーン王国の軍事力を用いて世界征服を企むが、王国一の財閥の娘であるカシア・フラバルと、後の天護博士のおばにあたるハンナ・アマモリらの活躍により、野望を阻止された（『蒸気活劇 アドベンタム』）。その後、技術的・軍事的優位を失い凋落したライポーン王国とは対照的に地球人は技術を進歩させ続けたが、1977年に襲来したゴゴー軍団の侵攻部隊に対抗する力はまだ無かった。しかし世界で唯一、異星や異世界の技術を得ていた天護博士の開発した巨大ロボット兵器・バルカイザーと、彼によってサイボーグ化された魔法少女・メグリロの活躍で、ゴゴー軍団は壊滅させられた（『超電気ロボ バルカイザー』『魔女ボーグ メグリロ』）。この「ゴゴー戦争」で異星人の高い科学技術に触れた地球人は、1980年代に兵器技術を飛躍的に発展させ、重力下において主戦力となる人型の有人ロボット兵器「MCR」を開発・量産した（『ARMED SEVEN』）。その頃、かつてゴゴー軍団の支配下であった異星文明圏は、統治機構を失って混乱し、多くはゴゴー軍団以前の体制への復興途上にあった。1997年にワープエンジンを開発して宇宙開拓を始めた中で彼らと遭遇した地球人は、ゴゴー戦争において敵の配下であった“異星人”への遺恨もあって、彼らの星を侵略していった（『GIGANTIC ARMY』）。21世紀半ばになると、銀河系の他種族の事情が地球人にも理解でき、また恒星間の脅威となりつつあった「宇宙海賊連合」に対抗する必要もあって異星人たちとの交流や技術交換が盛んとなったが、そうした技術交換を円滑にできたのは、いずれの文明もゴゴー軍団のオーバーテクノロジーを基礎としていたためであった（『SATAZEUS』）。